# Umm al-Amad, Hama
Umm al-Amad (tiếng Ả Rập: أم العمد) là một ngôi làng Syria nằm ở phó huyện của huyện Hama ở tỉnh Hama. Theo Cục Thống kê Trung ương Syria (CBS), Umm al-Amad có dân số 202 trong cuộc điều tra dân số năm 2004.